# Torricella-Taverne
Torricella-Taverne (známá také jako Taverne-Torricella, díky názvu železniční stanice na Gotthardské dráze) je obec ve švýcarském kantonu Ticino, okresu Lugano. Žije zde přibližně 3 100 obyvatel.

## Geografie
Obec se skládá ze dvou osad Taverne a Torricella (s vesnicí Motto) a leží na pravém břehu řeky Vedeggio jižně od Monte Barro.
Sousedními obcemi jsou Monteceneri na severu, Ponte Capriasca na východě, Origlio, Lamone a Bedano na jihu a Alto Malcantone a Mezzovico-Vira na západě.

## Historie

Taverne, letecký pohled (1964)

První zmínka o obci pochází z roku 1254 a jmenuje se Torexella. Nacházejí se zde různé pohřební nálezy z pravěku, doby římské a raného středověku. Výraz ad clausas Carvine v dokumentu z roku 1354 naznačuje existenci opevnění v Taverne, které pravděpodobně tvořilo severní hranici panství královského dvora Agnuzzo v raném středověku. Na protáhlém skalnatém kopci kdysi stával hrad, z něhož se dochovaly zbytky věže, cisterny a kurtiny. Navzdory kusé tradici patřil pravděpodobně rodu Rusca, který ve 13. a 14. století vlastnil v oblasti četné statky.
V roce 1799 se u Torricella-Taverne utábořily rakousko-ruské jednotky generála Alexandra Suvorova a svedly bitvu s oddílem Francouzů. Torricella-Taverne původně spadala pod církevní jurisdikci Agno. Farnost vzniklá v roce 1566 se osamostatnila v roce 1615. Kostel Santi Maurizio e Biagio, zmiňovaný v roce 1361, je staršího původu. Chór byl přistavěn v první polovině 17. století a naposledy byl renovován v letech 2002–2003.
V poslední třetině 20. století počet obyvatel Torricella-Taverne rychle rostl, zejména díky dopravní dostupnosti obou největších měst kantonu, Lugana a Bellinzony.

## Obyvatelstvo
| Rok            | 1591 | 1626 | 1801 | 1930 | 1970 | 1980 | 1990 | 2000 | 2002 | 2010 | 2020 |
| Počet obyvatel | 500  | 330  | 150  | 610  | 1067 | 1612 | 2317 | 2704 | 2843 | 2969 | 3072 |

## Hospodářství a doprava

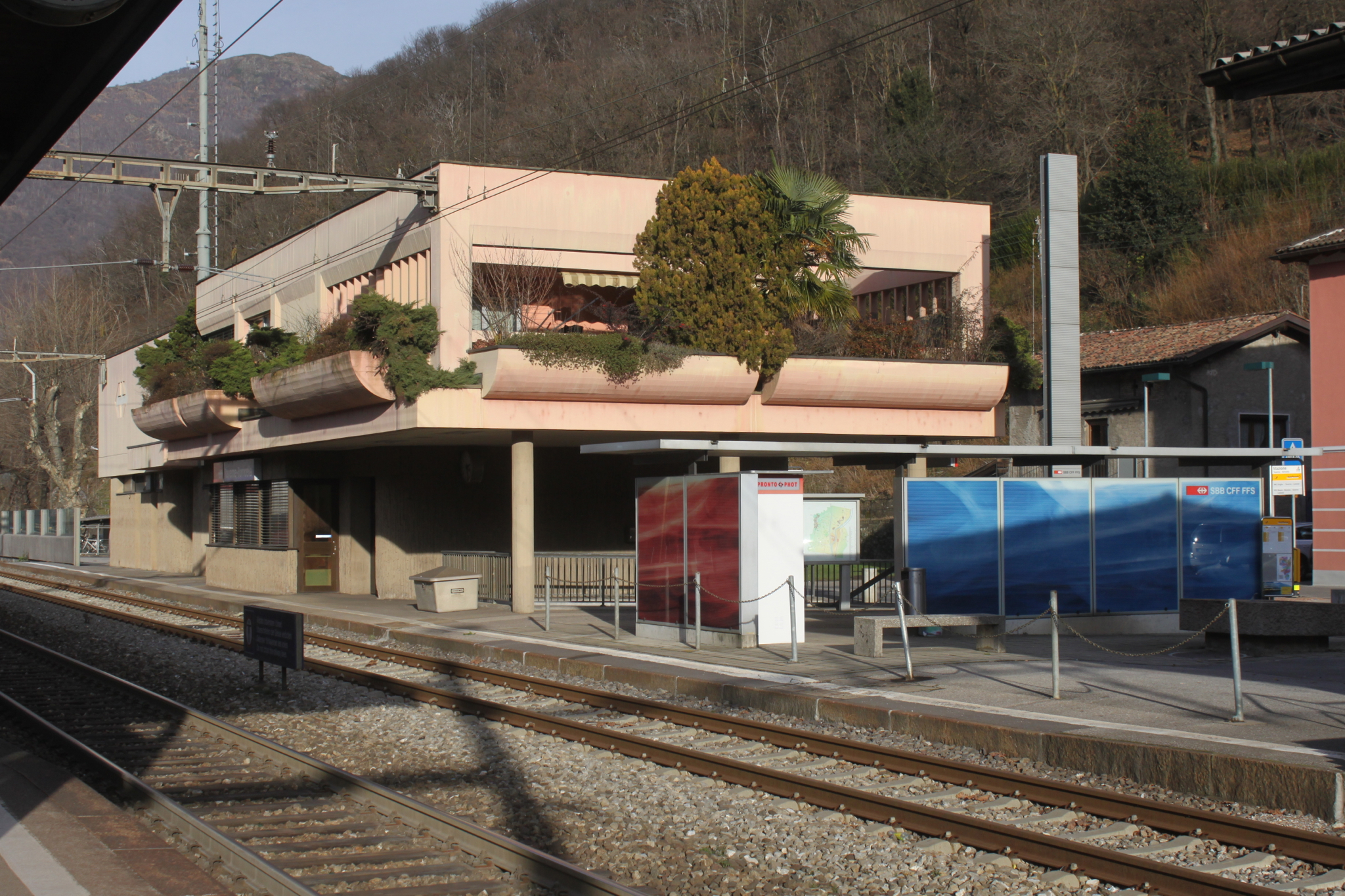
Železniční stanice Taverne-Torricella

Hlavním zdrojem příjmů bylo dříve zemědělství a lesnictví, kromě toho se mnoho obyvatel vystěhovalo jako stavitelé (tzv. maestranze). Na počátku 20. století bylo v Torricella-Taverne v provozu pět mlýnů. Otevření železniční stanice s malým nákladovým nádražím na významné Gotthardské dráze, výstavba hlavní silnice a později dálnice A2 vedly k založení mnoha průmyslových podniků a obchodních firem. V roce 1905 byl v Torricella-Taverne otevřen jeden z největších rýžovarů ve Švýcarsku, který v roce 1957 koupilo družstvo Migros.